# ランドスケープ・アーバニズム
ランドスケープアーバニズム(Landscape urbanism)とは、景観都市計画では、都市を整備するための最良の方法は、その都市における建築の設計によるものであるのではなく、街の景観・ランドスケープデザインであると主張する都市計画の理論である。
都市はモノや建物の配置ではなく、相互に連結した生態学的に豊かな水平方向の場の条件によって構成されるという主張でもある。
最近の都市開発で環境意識の高まりから、「ランドスケープ・デザイン」が主軸となり、パブリックスペースの
「質」を上げるために、ランドスケープを中心としたマスタープランが重要となっているため、アーバンデザイナーもランドスケープ・アーキテクトの役割を明確に位置づけた上で、計画を進め、一方で建築家もランドスケープ・デザインと一体化を試みるようになってきた傾向がうかがえる。

## 概要
「ランドスケープアーバニズム」は1990年代半ばに登場したフレーズである。この時以来、語句「ランドスケープアーバニズム」は、ほとんどの場合は、近代建築と近代都市計画批判として展開したポストモダンの欠点に対応して引用されているニューアーバニズムとも離れ、包括的なビジョンからの転換、および要求のためなど、多くの異なる用途で使用されてきた。 
語句「ランドスケープアーバニズム」は、第1にピーター・コノリー率いる、RMIT大学メルボルン都市デザイン学専攻の学生の作品に登場した。1994年には、コノリーは、RMITメルボルンでの彼の都市基本デザインの提案のタイトルにこの語句を使用していた。ここで、彼は「ランドスケープアーバニズムの言語はほとんど存在、関節が必要」とし、「既存アーバニズムでは風景の探査が限られている」ということを示唆した。 1994年のエッセイ、ビッグ公園についての101のアイディアでは、"都市計画”の意味として"ランドスケープ”の言葉を使用していた。
1990年代後半から、このフレーズが、デトロイトのような少子ポスト工業都市で、都市再編成を参照するために造園家らによって、米国で使用された。2000年代から、大規模インフラストラクチャー、ハウジング及びオープンスペースを統合する非常に柔軟な方法を意味するために今度は建築家によってヨーロッパで使用された。 2000年代後半では、フレーズは、オリンピック公園の設計などの高度に商業化、多相都市公園、関連付けられていることとなった。 
ランドスケープアーバニズムは、インフラストラクチャーアーバニズムやエコロジカルアーバニズムと同様に、純粋な美しさよりもパフォーマンスを重視し、システムベースの思考とデザイン戦略を用いている。
ランドスケープ・アーバニズムというフレーズは様々な使われ方をしてきたが、ニューアーバニズムの「失敗」や、近代建築や都市計画に対する包括的なビジョン、要求から離れていくことに対するポストモダニストやポストポストモダンからの反省の文脈で使用されることが多い。

## 歴史
「ランドスケープアーバニズム」とは何であるかという最初のメジャーイベントは、1997年4月にシカゴでグラハム財団が主催するランドスケープアーバニズム会見である。スピーカーはチャールズ・ワルトハイムをはじめ、モフセン・モフタティフィ、ジェームズ・コーナー（ジェームス・コーナー＋フィールドオペレーション）、アレックス・ウォール、そしてWEST8のアドリアン・ヒューゼらで、ペンシルベニア大学のジェームス・コーナーやモフセン・モフタフィらは、ランドスケープアーバニズムの形成期に戻って辿ると、より良い方法を探してランドスケープ、都市デザインと建築の人工的な境界線を探る1980年代後半から複雑な都市のプロジェクトを扱っていく過程で、そのテキストが、引用して世紀初頭に登場した影響力のあるモダニストの方法、プログラムおよびマニフェストのアイデアを合成するとした。とりわけ、チャールズ・ワルトハイム、アヌ・マートゥル、アラン・バーガー、クリス・リードらは、この形成期の間はペンシルバニア大学景観都市計画専攻で学生だった。
シカゴの会議の後、ヨーロッパのデザイン学校や北米の関連学術機関が学術プログラムを結成し、オスロ建築大学をはじめ景観都市計画学の分野では、正式なものになった。主な大学ではルーヴェン・カトリック大学（ベルギー） 、イリノイ大学（アメリカ・シカゴ）、トロント大学（カナダ）、 ハーバード大学デザイン大学院、およびマサチューセッツ工科大学などが名を連ねる。
2000年にロンドンの英国建築協会とAAスクールでは 、チーロ・Najleと当時のモフセン・モフタフィ会長の指示の下、独自の景観都市計画プログラムを開発。 会長のモフタフィがAAスクールを去る前の年に、書籍「Machinic景観マニュアル/ランドスケープアーバニズム」(2003年発表)によって示された。

## テーマ
『テラフルクサス』と題するエッセイの著者であるジェームズ・コーナーは、景観都市計画で活用するために重要な5つの一般的なアイデアを特定している。 それらは以下の通り。
1. 水平 - 垂直ではなく、構造に依存するよりも造園中の水平方向の配置の使用を念頭に置く
2. インフラストラクチャー - 道路や空港など、伝統的に使用されている都市部のインフラストラクチャーに重点を置くより、代わりにインフラストラクチャーをより有機的使用に依存させる
3. テクニック - 風景都市計画の考え方を実践する人々は、彼らが入っている環境に自分の技術を適応させることができるはずである
4. エコロジー - 私たちの生活は私たちの周りの環境との絡み合い、および都市環境を作成するときに、我々はそのため、これを尊重しなければならないという考えをもつ

## プロジェクト
以下は、実践理論についての詳細な情報を提供することができる参照可能なランドスケープアーバニズムのプロジェクト。 
- マドリードリオ公園（ヒネス・ガリード監修、ブルゴス＆ガリード /ポラスラ・カスタ/ルビオ・A.サラ / WEST8）
- フレッシュキルズ埋立地設計競技（フィールドオペレーション/ジェームズ・コーナー[6]）
- ハイライン（フィールドオペレーション/ ジェームス・コーナー）
- ダウンビューパーク設計競技（すべてのファイナリストのエントリー[7]）
- シアタースクエア (ロッテルダム)（ロッテルダム WEST8/アドリアン・ヒューゼ）

このほか、Stoss/クリス・リードによるプロジェクトも参照。

## 批判
批判の重要なポイント：ランドスケープアーバニズムはカッコイイ流行を追うプロジェクトから出た発想でしかない、派手で高価、美、商業を目的として地元や地方の「エコロジー」および「サステナビリティ」の政治的スローガンでしか開発されていないプロジェクトである、「ローカル」な発想だけで「グローバル」な、普遍的解決にはならず、学問としてのアーバン・エコロジーも取り入れられていない、現在のランドスケープアーバニズムは文化的・生態的持続性のないファッショナブル・デザインにすぎない、というもの。
この批判からフレドリック・スタイナーがアーバン・エコロジーを取り入れたランドスケープ・エコロジカル・アーバニズムを紹介し、ウィーベ・カウテルトがエコロジーをアーバニズムに取り入れるための都市基本調査と分析で証明した。景観都市計画、都市の維持管理として新しい自然開発に不可欠な一番目のステップとしてその場に「可能な自然」を調べ、分析し確定する事であり、可能な植生をプランニング図面に記した上で本格的な都市と自然の開発がはじまるのであるというもの。
ランドスケープアーバニズムに対する一つの対戦相手は、アンドレス・デュアニー率いる、
その交通指向開発(TOD)と繁体近隣デザイン(TND)で歩きやすいコミュニティやスマートな成長を促進するニューアーバニズム陣である。都市開発の広大な緑の空間という景観都市計画の焦点に、デュアニーは「密度と都市計画が同じではない。」と指摘。また、「都市に驚異的な密度をもたせない限り、人間が歩くことはありません。」とし、緑スプロールの結果は、パッチである大きなneworkへの接続が失われるとした。 
他にエモアーバニズム という景観都市計画における重要なもう一つの哲学がある。この運動は、ランドスケープアーバニズムをスタイルではなく、インフラストラクチャーの美的要素として生態を見ていることを指摘する。 人工生態はエントロピーの状態に置き換えられ、特定のブランドや審美に合った「自然な」景観を再作成する。その損失は動的な適応性からしても確かに不可欠な都市システムであるが、EMOアーバニズムは、天然の「設計プロセス」の重要な要素を進化させることによっても異なっている。このプロセスの「実現」を「urbanature」と呼んでいる。進化する都市のエコロジーとして、チャールズ・モリス・アンダーソンは、「薄さ。それは同時知覚と過去の暗黙の理解が、現在、未来である。」とこの接点を説明した。エモアーバニズムプロジェクトとして、オリンピック彫刻公園のチャールズ・アンダーソンの構築された作品 、アンカレッジ共通博物館（アラスカ州アンカレッジ）など。

## 10の特徴
英国人環境デザイナーのトム・ターナーは『Landscape design history and theory: landscape architecture and garden design origins』という本の中で、ランドスケープ・アーバニズムの10の特徴をまとめている：[4]。
- 幅広いスケールのコンテクストを対象とする。ランドスケープアーバニズムは特定のスケールには属さない。小規模なプロジェクトも大規模なプロジェクトも考うる。
- ランドスケープは、建築と土木を含むコンテクストである。
- ランドスケープは、その構成要素の間をつなぐ第三の装置である。Landscape Urbanism : A Manual for the Machinic Landscape[5]の著者であるモフセン・モスタファビも同じ言葉を使っている。
- LUプロジェクトは、社会の交流を深める機会になる。また、『Landscape Urbanism and its Discontentes』[6]の著者の一人であるエミリー・タレン（Emily Talen）は、LUプロジェクトの社会的側面について、「ポスト構造主義、エコロジー、マルクス主義の3つの理論的同盟を形成する」と述べている。
- LUマシンでは機能が最も重要な関心事であり、プロジェクトの外観はあまり重要ではない。
- LUはランドスケープの可能性と機会を発見する。
- LUのプロジェクトではインフラが強調される。
- LUプロジェクトは自然システムと人工システムの相互関係を発展させる。
- LUはランドスケープと都市の境界を取り払い、それらを一つにまとる。
- 複雑なプロジェクトや生態系の集中するプロジェクトへの答えは、ランドスケープアーバニズムである。

## 参考
- 地理歴史マップオーバーレイが理解都市景観システム
- Almy、ディーン、『センター14：ランドスケープアーバニズムについて』アメリカ建築デザインセンター、テキサス大学オースティン校、2007
- アレン、スタン『マットアーバニズム： The Thick 2-D.― ケース：ル・コルビュジエのヴェネツィア病院とマットビルリバイバル』 ED.ハシムサルキス。 ミュンヘン、ニューヨーク：Prestel、2001
- コノリー、ピーター、『抱きしめるオープン性：風景都市計画ランドスケープ建築づくり：第2部』「メッシュ帳：風景/インフラ」、ジュリアンRaxworthyとジェシカ・ブラッド、RMIT大学出版、メルボルン、2004年、200から219編。
- コーナー、ジェームズ『景観の回復：現代ランドスケープにおけるエッセイ』ニューヨーク、NY：プリンストン建築出版、1999。
- Czerniak、ジュリアケース-『ダウンスビューパーク・トロント』ミュンヘン、ニューヨーク、マサチューセッツ州ケンブリッジ：Prestel、デザイン、2001年、ハーバード大学大学院
- Duany、アンドレス『新市民：まちづくりの要素』ニューヨーク社：Rizzoli 2003。 プリント。
- Kapelos、G.（1994）『現代カナダ建築、ランドスケープと都市計画：自然の解釈を』 Kleinburg、カナダ：マクマイケルカナディアンアートコレクション。
- 『縁石15 - ランドスケープアーバニズム』 この問題は、チャールズ・ヴァルデイム、モフセン・モスタファヴィ、FOA、コンジュン・ユー、キョン・パーク、キャサリン・グスタフソン、スティーヴン・リード、ケリーシャノン、リチャード・ウェラー、スー・アン・ウェア、セザール・トーレス、ピーター・コノリーとエイドリアン・レオーネ、またメルボルンからの寄与を含んでいる。RMITプレス、2007。
- ランドスケープアーバニズム：文献解題
- コールハース、レム『S、M、L、XL』ニューヨーク：Monacelliプレス、1999。
- モラン、EF（2011年）『人と自然：人間生態学関係の概要』マルデン、マサチューセッツ州：ブラックウェルパブリッシング株式会社
- Mostafavi、モフセン、シロNajle、および建築協会『ランドスケープアーバニズム：Machinic景観のためのマニュアル』ロンドン：建築協会、2003。
- タンザー、K.（2007）『グリーンブレード：エコロジー、経済と資本のアーキテクチャに向けて』ニューヨーク、NY社：Routledge。
- 『Topos』71-ランドスケープアーバニズム。 この問題は、チャールズ・ワルトハイム、ジェームズ・コーナー、モフセンMostafavi、アドリアンGeuze、スザンナ・ドレイク、コンジュン・ユー 、フレデリック・シュタイナー、そしてディーンAlmyからの寄与が含まれている。
- ウィルソン、マシュー『垂直Landscraping、ドバイのための大地域主義』　、都市・地域研究の国際ジャーナル、34、2010。